# Tomika (Gifu)
Tomika (富加町 Tomika-chō?) es un pueblo localizado en la prefectura de Gifu, Japón. En octubre de 2019 tenía una población estimada de 5.613 habitantes y una densidad de población de 334 personas por km². Su área total es de 16,82 km².

## Geografía

### Localidades circundantes
- Prefectura de Gifu
  - Minokamo
  - Seki

## Demografía
Según los datos del censo japonés, esta es la población de Tomika en los últimos años.
| 1995  | 2000  | 2005  | 2010  | 2015  |
| ----- | ----- | ----- | ----- | ----- |
| 5.853 | 5.835 | 5.710 | 5.516 | 5.564 |